# لين هانكوك
لين هانكوك (بالإنجليزية: Lyn Hancock)‏ هي مصورة وصحفية أسترالية، ولدت في 1938.